# ISO 19109
Die internationale Norm ISO 19109 mit dem Titel: Geographic information — Rules for application schema ist innerhalb der ISO Normenfamilie für Geoinformationen die Norm, die Regeln für die Erstellung von Anwendungsschemata festlegt. Sie liegt seit September 2006 auch als deutsche DIN EN ISO 19109 vor.
ISO 19109 geht von einem allgemeinen Modell für Fachinformationen (General Feature Model) aus, dessen Eigenschaften in der Norm festgelegt werden. Auf dieser Basis werden Prinzipien zur Definition von Fachinformationen und Fachobjekten (Features) beschrieben.
Neben der Beschreibung des allgemeinen Modellierungsprozesses werden spezielle Regeln angegeben für:
- die Erstellung von Anwendungsschemata in UML
- die Erstellung von Profilen standardisierter Anwendungsschemata für bestimmte Anwendungsbereiche
- die Verwendung von Metadaten-Schemata

Daneben gibt es
- Zeitliche Regeln
- Raumbezogene Regeln
- Regeln zur Erstellung von Datenkatalogen
- Regeln zur Herstellung von Raumbezug durch Referenzierung mittels Geographischer Identifikatoren (z. B. Postleitzahlen)

## General Feature Model
Einen Überblick und Einstieg in das allgemeine Modell für Fachinformationen gibt die folgende Zeichnung (UML – Klassendiagramm):

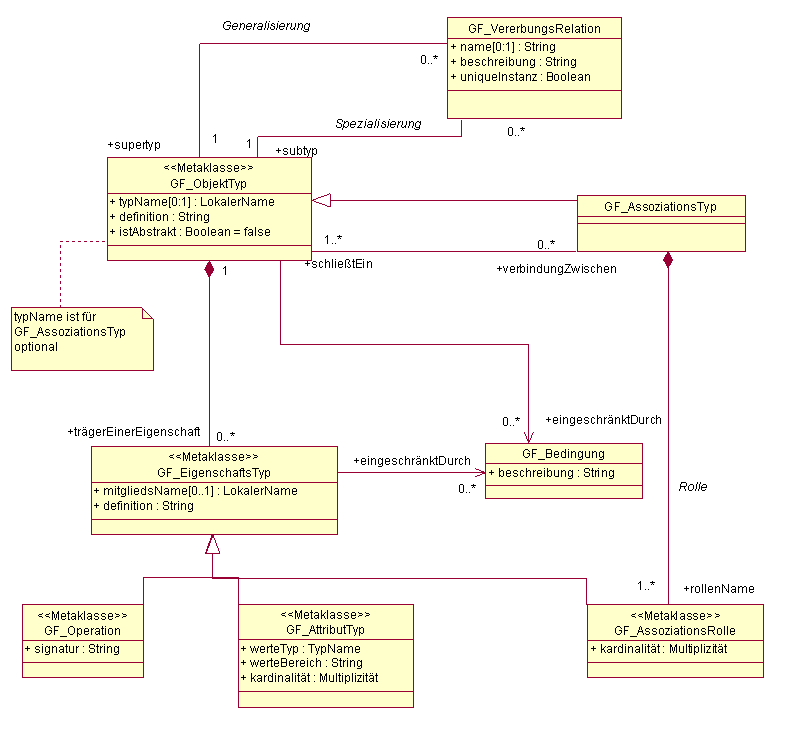
Überblick General Feature Model

## Anwendungen
ISO 19109 wurde z. B. bei der Erstellung des AFIS-ALKIS-ATKIS-Modells beachtet.